# Battesimo di Spirito Santo
Il battesimo di Spirito Santo (detto anche, battesimo nello Spirito Santo o battesimo con lo Spirito Santo, in conseguenza delle diverse concezioni teologiche) è un carisma indicato in tutti e quattro i vangeli canonici e negli Atti degli apostoli come promessa di Gesù a coloro che credono nel suo nome. L'espressione "battesimo di (dello) Spirito Santo" non si trova, come tale, in alcun passo biblico; ma in sette di essi si parla di battezzare "nello" Spirito Santo e, di questi, sei si rifanno alla profezia di Giovanni Battista riportata nel Vangelo di Marco . La menzione del battesimo nello Spirito Santo è presente in molti scritti dei Padri della Chiesa fino al IV secolo.

## Storia
Nel lungo percorso storico del Cristianesimo si sono manifestati movimenti e comunità che si ritenevano guidati da Dio mediante le manifestazioni dello Spirito Santo. 
Queste sono state accolte con diffidenza o combattute (come nel caso del Montanismo) dalla Chiesa cattolica dei primi secoli. 
Fino al XIX secolo non si sono manifestati movimenti o gruppi "riconosciuti" che facessero dell'invocazione dello Spirito Santo il centro della propria attività.
Nelle varie Chiese cristiane è stata prevalente la convinzione che l'attività carismatica sia finita con la morte degli apostoli, essendo considerati doni utili solo a quel tempo per consolidare la Chiesa cristiana.
L'azione dello Spirito Santo è attestata nell'Antico Testamento. Il Credo di Nicea afferma che lo Spirito Santo "ha parlato per mezzo dei profeti". Ultimo profeta vetero-testamentario è ritenuto Giovanni il Battista.
Molti teologi ritengono che i doni dello Spirito Santo si siano già manifestati una volte per tutte collettivamente, dopo la Resurrezione di Cristo, il giorno di Pentecoste quando avvenne l'effusione dello Spirito Santo sui discepoli, tra i quali c'erano gli apostoli, le donne, Maria, madre di Gesù e i suoi fratelli riuniti in preghiera  (Atti degli Apostoli 1,12-14; 2,1-4).

## Teologia
La menzione di questo "battesimo" è contenuta nei quattro vangeli ma compare in due forme diverse: in Marco (Mc 1,7-8) e Giovanni (Gv 1,26-27) colui che verrà "battezzerà nello Spirito Santo" mentre in Matteo (Mt 3,11) e Luca (Lc 3,16) viene detto che "Egli "battezzerà con lo Spirito Santo ed il fuoco".
Dal punto di vista teologico l'espressione assume significati molto differenti:
Per il cattolicesimo tale "battesimo" coincide con il sacramento della confermazione che con il Battesimo e all'Eucaristia costituisce un insieme dei sacramenti dell'iniziazione cristiana. Differente è la concezione dei carismatici che considerano il battesimo "nello" Spirito Santo una "seconda opera della grazia".
La teologia evangelica non è sacramentale e neanche univoca: si attesta, pur con diverse sfumature, su due concezioni di massima. Una ritiene che il carisma sia collegato indissolubilmente alla "salvezza", cioè che si riceva il battesimo nello Spirito Santo all'atto della conversione. L'altra ritiene il "battesimo" un'esperienza distinta da ricercare quale seconda tappa della vita cristiana.
Secondo la dottrina pentecostale, mediante questo battesimo il cristiano viene rivestito di "potenza dall'alto" similmente a quanto avvenne ai primi discepoli di Gesù quando, a Pentecoste, poco tempo dopo la sua ascensione in cielo, furono battezzati con lo Spirito Santo nella città di Gerusalemme. Il credente battezzato "con" lo Spirito Santo ne viene riempito e comincia a parlare in altra lingua secondo che lo Spirito gli dà di esprimersi, come avvenne ai primi discepoli il giorno di Pentecoste. Il parlare in lingue è ritenuto quindi il segno esteriore attestante che un cristiano è stato battezzato con lo Spirito Santo o riempito di Spirito Santo.

### Riferimenti
1. ↑  McDonnell-Montague, p. 20.
2. ↑  McDonnell-Montague, p. 41.
3. ↑  ...io vi ho battezzati con acqua, ma lui vi battezzerà con lo Spirito Santo  Mc1,8, su laparola.net.
4. ↑  Dizionario evangelico, p. 80.
5. ↑  McDonnell-Montague, pp. 121-125.
6. ↑  MacArthur, pp. 146-147.
7. ↑   At 1,12-14; 2,1-4, su La Parola - La Sacra Bibbia in italiano in Internet.
8. ↑   Mc 1,7-8, su La Parola - La Sacra Bibbia in italiano in Internet.
9. ↑   Gv 1,26-27, su La Parola - La Sacra Bibbia in italiano in Internet.
10. ↑   Mt 3,11, su La Parola - La Sacra Bibbia in italiano in Internet.
11. ↑   Lc 3,16, su La Parola - La Sacra Bibbia in italiano in Internet.
12. ↑  Catechismo della Chiesa cattolica, p. 336, art. 2.
13. ↑  René Pache, pp. 70-73.